# Strukturno poravnavanje proteina
Strukturno poravnavanje je pokušaj ustpostavljanja homologije između dve ili više polimernih struktura koje bazirano na njihovom obliku i trodimenzionoj konformacije. Ovaj proces se obično primenjuje na proteinske tercijarne strukture, mada je isto tako primenljiv na velike RNK molekule. U kontrastu sa jednostavnom strukturnom superpozicijom, gde je deo ekvivalentnih ostataka poznat, strukturno poravnavanje ne zahteva apriori poznavanje ekvivalentnih pozicija. Strukturno poravnavanje je veoma korisno oruđe za poređenje proteina sa malom sličnošću sekvenci, gde se evolucioni odnosi između proteina ne mogu lako detektovati standardnim tehnikama poravnavanja sekvenci. Strukturno poravnavanje se stoga može koristiti kao pomoć u uočavanju evolucionih relacija između proteina koji imaju veoma mali udeo zajedničkih sekvenci. Rezultati strukturnog poravnavanje proteina nisu definitivan dokaz evolucionih relacija. Sekvence aminokiselina koje nisu srodne mogu da imaju zajedničku tercijarnu strukturu.
Strukturna poravnavanja se mogu koristiti za poređenje dve ili više sekvenci. Ova poravnavanja su bazirana na trodimenzionalnim strukturama, te je metod primenljiv samo na molekule sa poznatom strukturom i kao na homologne modele. Strukture proteina se obično određuju kristalografski ili putem NMR spektroskopije. Strukturna poravnavanja su korisna u analizi podataka proizvedenih strukturnom genomikom i proteomikom.

## Literatura
- Bourne, P. E.; Shindyalov, I. N. (2003). „Structure Comparison and Alignment”.  Ур.: Bourne, P.E., Weissig, H. Structural Bioinformatics. Hoboken NJ: Wiley-Liss. ISBN 978-0-471-20200-4.
- Yuan X, Bystroff C.(2004) "Non-sequential Structure-based Alignments Reveal Topology-independent Core Packing Arrangements in Proteins", Bioinformatics. Nov 5, 2004
- Jung J, Lee B. (2000). „Protein structure alignment using environmental profiles”. Protein Eng. 13: 535—543..
- Ye Y, Godzik A. (2005). Multiple flexible structure alignment using partial order graphs Ye, Y.; Godzik, A. (2005). „Multiple flexible structure alignment using partial order graphs”. 21 (10): 2362—2369. PMID 15746292. doi:10.1093/bioinformatics/bti353.
- Sippl, Manfred J.; Wiederstein, Markus (2008). „A note on difficult structure alignment problems”. Bioinformatics. 24 (3): 426—427. PMID 18174182. doi:10.1093/bioinformatics/btm622. Full Text